# Chicago Bulls 1979-1980
La stagione 1979-80 dei Chicago Bulls fu la 14ª nella NBA per la franchigia.
I Chicago Bulls arrivarono terzi nella Midwest Division della Western Conference con un record di 30-52, non qualificandosi per i play-off.

## Roster
| N° | Naz.                   | Ruolo | Sportivo         | Anno | Alt. | Peso |
| -- | ---------------------- | ----- | ---------------- | ---- | ---- | ---- |
| 1  | Stati Uniti (bandiera) | G     | Del Beshore      | 1956 | 180  | 75   |
| 13 | Stati Uniti (bandiera) | AC    | Dwight Jones     | 1952 | 208  | 95   |
| 15 | Stati Uniti (bandiera) | G     | John Mengelt     | 1949 | 188  | 88   |
| 17 | Stati Uniti (bandiera) | A     | Scott May        | 1954 | 201  | 98   |
| 20 | Stati Uniti (bandiera) | C     | Dennis Awtrey    | 1948 | 208  | 107  |
| 23 | Stati Uniti (bandiera) | G     | Ollie Mack       | 1957 | 191  | 84   |
| 24 | Stati Uniti (bandiera) | G     | Reggie Theus     | 1957 | 201  | 86   |
| 26 | Stati Uniti (bandiera) | AC    | Coby Dietrick    | 1948 | 208  | 100  |
| 27 | Stati Uniti (bandiera) | A     | Ollie Johnson    | 1949 | 198  | 91   |
| 28 | Stati Uniti (bandiera) | G     | Sam Smith        | 1955 | 193  | 91   |
| 34 | Stati Uniti (bandiera) | AC    | David Greenwood  | 1957 | 206  | 101  |
| 40 | Stati Uniti (bandiera) | G     | Ricky Sobers     | 1953 | 191  | 90   |
| 53 | Stati Uniti (bandiera) | C     | Artis Gilmore    | 1949 | 218  | 109  |
| 54 | Stati Uniti (bandiera) | AC    | Mark Landsberger | 1955 | 203  | 98   |
| 55 | Stati Uniti (bandiera) | C     | Roger Brown      | 1950 | 211  | 102  |

## Staff tecnico
- Allenatore: Jerry Sloan
- Vice-allenatori: Phil Johnson, Bumper Tormohlen
- Preparatore atletico: Doug Atkinson